# Félicien Azonsi Danwouignan
Félicien Azonsi Danwouignan est un homme politique béninois. Il est élu maire de la commune de Za-Kpota au Bénin sur la liste du parti politique Bloc républicain lors des élections municipales de 2020.

## Biographie

### Formation
Avant d'être maire de la commune, Félicien Azonsi Danwouignan était le chef du centre des impôts des moyennes entreprises du département de l’Atlantique. 

### Carrière
Félicien Azonsi Danwouignan est élu maire de Za-Kpota le samedi 06 juin 2020 au terme de la cérémonie d’installation des conseillers. Il succède ainsi à Antoine Affokpofi,,,,,,,,.

### Siège national du parti politique de Félicien Azonsi Danwouignan

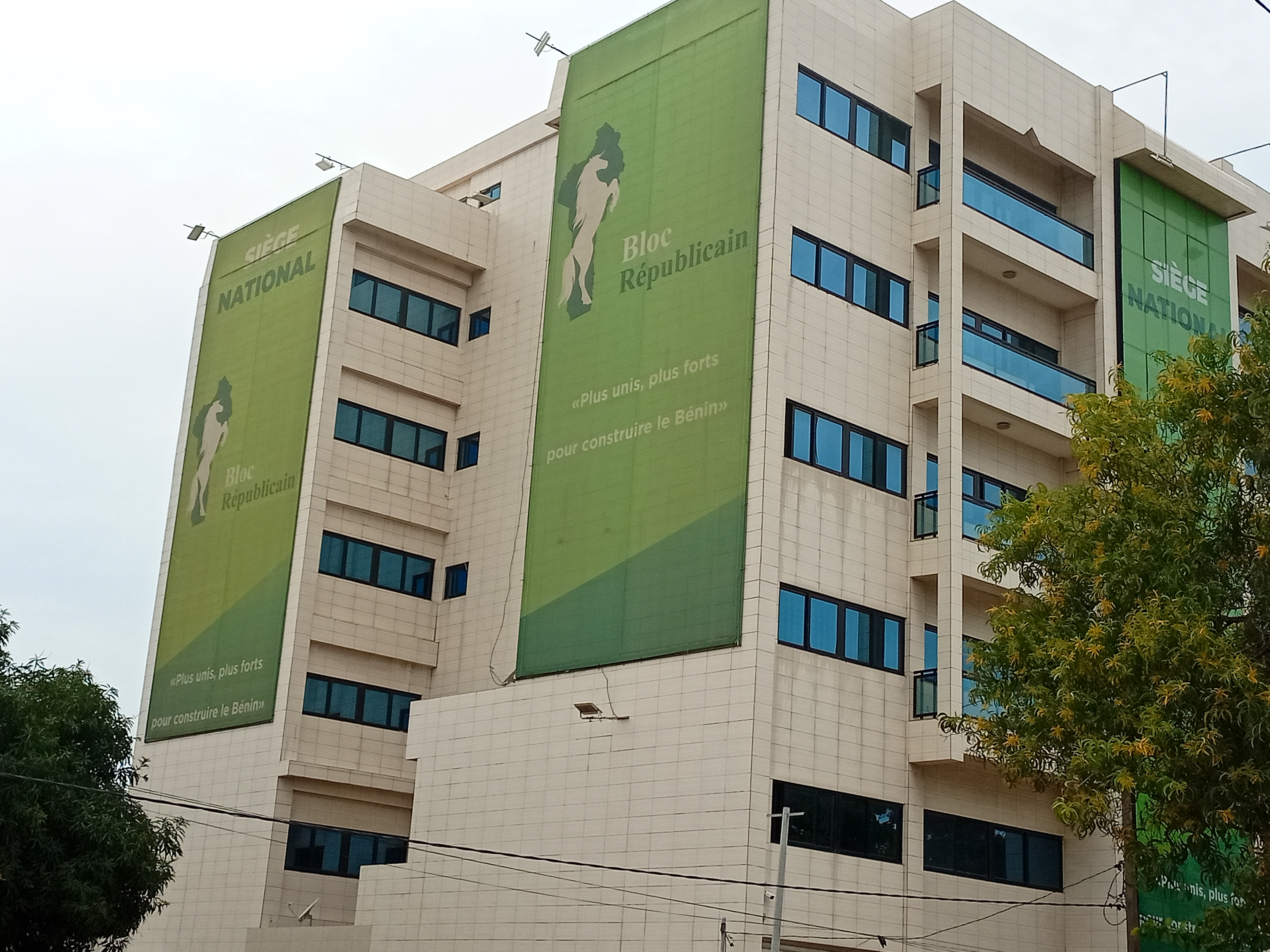
Siège national du parti politique Bloc Républicain du Bénin

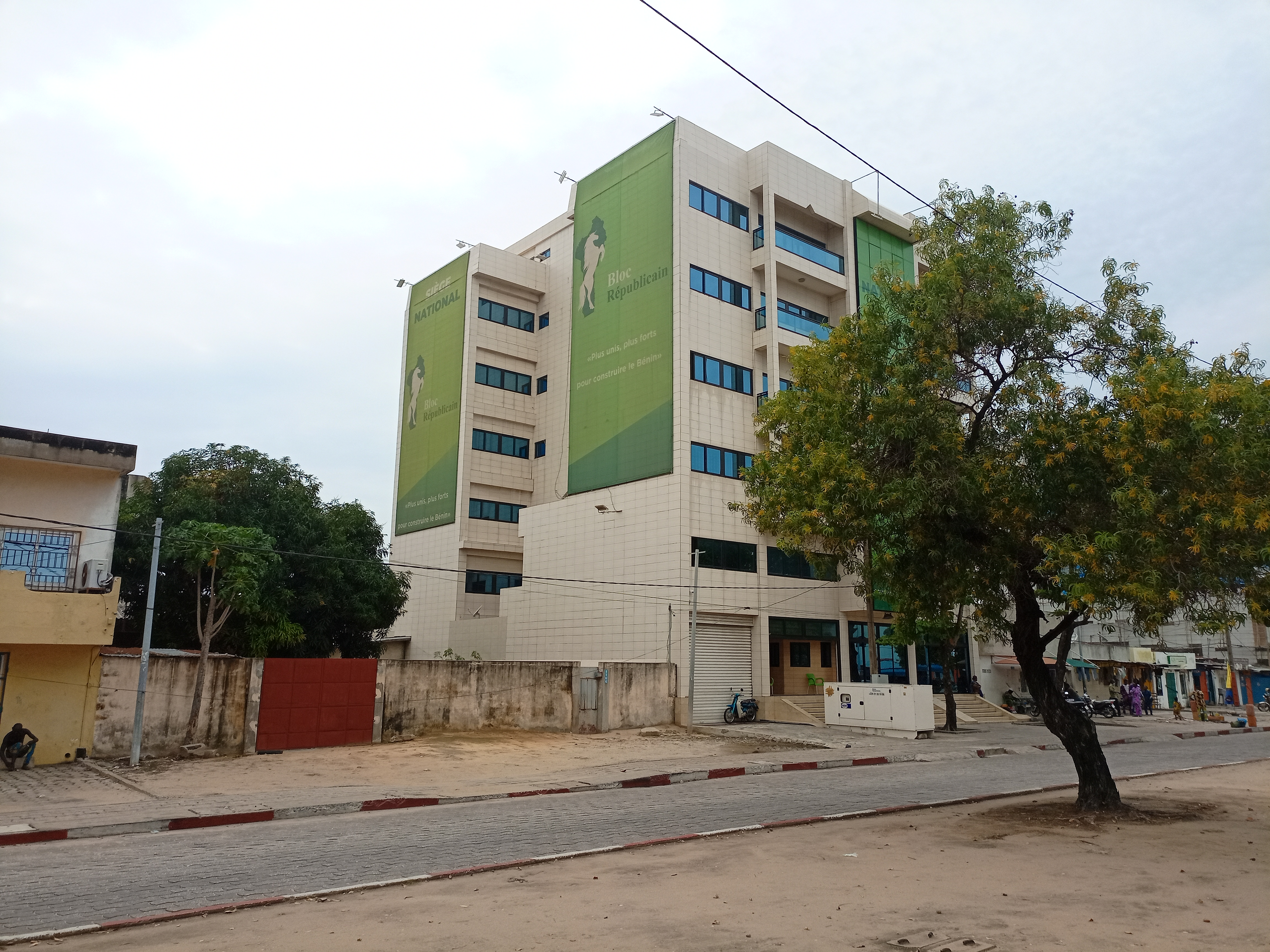
Siège national du parti politique Bloc Républicain du Bénin vue de loin